# Jean de Grez
Pour les articles homonymes, voir Grez.
Le chevalier Jean de Grez (Bréda, 1837 - Bruxelles, 18 septembre 1910) est un collectionneur belge dont la collection est déposée aux Musées royaux des beaux-arts de Belgique.